# Jürgen Sparwasser
Jürgen Sparwasser (Halberstadt, 4 giugno 1948) è un allenatore di calcio ed ex calciatore tedesco orientale, dal 1990 tedesco, di ruolo mezzala.
È ricordato per aver segnato la rete contro la Germania Ovest nella storica gara nella prima fase del campionato del mondo 1974, gol del decisivo 1-0 in favore dei tedeschi orientali sui tedeschi occidentali.

## Carriera da giocatore

### Giovanili
Sparwasser cominciò la sua carriera calcistica nel BSG Lok Halberstadt, formazione allenata dal padre, per poi essere ceduto nel 1964 al SC Aufbau Magdeburg. Qui dapprima giocò nella formazione juniores, dove fu notato e convocato per la nazionale Under 19 della Repubblica Democratica Tedesca. Il 7 ottobre 1964 esordì nell'incontro con la Bulgaria, segnando il gol della vittoria. Nel 1965 con la selezione Under 19 vinse l'UEFA Junior Tournament 1965 per 3-2 sull'Inghilterra, dopo aver realizzato il gol dell'1-0. Nelle sue 19 presenze tra il 1964 ed il 1966, Sparwasser segnò sette gol, cui si aggiungono i tre gol segnati tra il 1966 ed il 1972 nelle sette presenze con la nazionale Under 21.

### Esordio in Oberliga
Non ancora diciottenne, il 26 febbraio 1966 Sparwasser esordì in Oberliga: nella sedicesima giornata della stagione 1965/66 entrò in campo nella trasferta dell'1. FC Magdeburg con l'Hansa Rostock nel ruolo di mezzala sinistra. In quel campionato collezionò altre cinque presenze. Il suo primo gol lo realizzà nell'incontro Rot-Weiß Erfurt - FC Magdeburgo (2-1) il 12 marzo 1966. A fine stagione il Magdeburgo retrocesse e così nel 1966/67 Sparwasser dovette giocare nella DDR-Liga: con i suoi 22 gol Sparwasser fu il capocannoniere del girone Nord e riportò immediatamente il Magdeburgo nella massima serie. Nella stagione 1967/68 con nove gol fu il miglior marcatore della sua squadra, cosa che avvenne anche nei successivi tre campionati.

#### I successi con il Magdeburgo
Nel frattempo Sparwasser con l'1. FC Magdeburg aveva già vinto due campionati (1972 e 1974) e due Coppe della Germania Est (1969 e 1973). Prima dei mondiali, Sparwasser aveva ottenuto il successo più prestigioso della sua carriera nella vittoria della Coppa delle Coppe in finale contro il Milan (2-0). Nelle stagioni 1973/74 e 1975/76 Sparwasser si confermò miglior marcatore del Magdeburgo, mentre nel 1975 vinse il suo terzo titolo nazionale. A partire dal 1976 formò insieme a Streich e Hoffmann un tridente che portò l'FCM a vincere la terza e quarta coppa di Germania nel 1978 e nel 1979.

### Esordio in Nazionale
Il 22 giugno 1969 Sparwasser esordì nella nazionale maggiore. Nella partita persa dalla RDT con il Cile (0-1) fu schierato sulla fascia sinistra. Nonostante il suo costante rendimento in campionato, Sparwasser non fu mai una presenza stabile in nazionale. Tuttavia si rivelò giocatore di sicuro affidamento nei tornei internazionali. La prima esperienza in una competizione internazionale fu il torneo di calcio della XX Olimpiade di Monaco di Baviera nel 1972. Giocò tutte e 7 le partite da titolare, non fu mai sostituito e mise a segno 5 reti: due nel girone eliminatorio (una nel 4-0 al Ghana e una nel 6-1 alla Colombia) e ben tre nella seconda fase con una tripletta rifilata al Messico nel 7-0 finale per la DDR. Il secondo posto alle spalle dell'Ungheria consentì alla Germania Est di disputare la finale valida per il 3º posto contro l'URSS. Finì 2-2 dopo i tempi supplementari e, in assenza di rigori, Sparwasser vinse con la sua nazionale - ex aequo con i sovietici - la medaglia di bronzo, unico titolo per lui con la maglia della Nazionale. Con la selezione olimpica collezionò 11 presenze tra il 1968 e il 1975.
Anche al Campionato del mondo del 1974 Sparwasser fu un titolare inamovibile, giocando sei partite (mai sostituito): nell'ultima partita del girone al Volksparkstadion di Amburgo al 77º minuto segnò la storica rete che regalò la vittoria alla Germania dell'Est nel derby contro la Germania dell'Ovest e divenne così eroe nazionale nella Repubblica Democratica Tedesca.
Saltati i Giochi Olimpici del 1976 di Montréal, il c.t. Georg Buschner ripresentò Sparwasser nelle poco fortunate qualificazioni per i Mondiali in Argentina. Proprio nella gara conclusiva, l'inutile successo per 2-1 in Turchia, giocò gli ultimi due minuti al posto di Martin Hoffmann: fu il suo addio a dieci anni di presenze in Nazionale, con 49 presenze e 14 gol.

### Il ritiro
La stagione 1978/79 fu l'ultima di Sparwasser in Oberliga, in quanto fu costretto, a ritirarsi (a 31 anni) a seguito di un infortunio all'anca: una carriera spesa interamente con il 1. FC Magdeburg con 271 presenze in Oberliga (111 gol) e 27 presenze in DDR-Liga (22 gol) , 49 gare nella coppa nazionale (20 gol) e 41 presenze nelle coppe europee (20 gol).

## Dopo il ritiro
Durante la sua carriera, Sparwasser aveva conseguito una laurea in ingegneria meccanica, mentre nel 1980 ottenne il patentino da allenatore. L'1. FC Magdeburg lo ingaggiò come assistente allenatore e gli offrì più volte l'incarico di allenatore, ma Sparwasser ogni volta rifiutò per evitare il correlato impegno politico. Divenne invece assistente ricercatore alla Scuola Superiore di Pedagogia di Magdeburgo.
Sparwasser si era iscritto al Partito Socialista Unificato di Germania soltanto nel 1973. Quando la figlia fece richiesta di espatrio per abbandonare la Repubblica Democratica Tedesca, anche la carriera professionale di Sparwasser cominciò ad essere in pericolo: per tale motivo, decise di fuggire nella Germania Ovest. E lo fece in occasione di una partita tra vecchie glorie a Saarbrücken con il suo Magdeburgo il 10 gennaio 1988, insieme alla moglie che al momento era in Germania Ovest per visitare dei parenti. L'agenzia di stampa della RDT, la Allgemeiner Deutscher Nachrichtendienst (ADN), scrisse: "Le forze antisportive hanno approfittato della presenza di una formazione di vecchie glorie dell'1. FC Magdeburg a Saarbrücken per sottrarre Jürgen Sparwasser, il quale ha tradito la sua squadra".
Nella Repubblica Federale Sparwasser lavorò dapprima nuovamente come allenatore: dal 1988 al 1990 come assistente in Bundesliga all'Eintracht Frankfurt sotto Karl-Heinz Feldkamp, poi nel suo unico incarico da capo allenatore all'SV Darmstadt 98 in Zweite Liga fino al suo esonero nel novembre 1991. Nella stagione 1990/91 aveva raggiunto il 17º posto, salvandosi dalla retrocessione solo per la revoca della licenza al Rot-Weiss Essen. Nel 1994 subentrò a Timo Zahnleiter e a Jochen Rebsch alla guida del Rot-Weiß Walldorf nella Oberliga Hessen, che a seguito dell'introduzione della Fußball-Regionalliga era diventato il quarto campionato nazionale: la squadra arrivò ultima (su sedici formazioni) e non poté evitare la retrocessione nella Landesliga Hessen. Per il campionato di Landesliga Süd fu assemblata una formazione totalmente rinnovata, che chiuse il campionato 1995/96 al 16º posto (su 17 squadre), con dieci punti di distacco dal 14º posto, retrocedendo così nella Bezirksoberliga, sesto campionato nazionale.
In seguito lavorò per una compagnia d'assicurazioni nel campo del marketing sportivo. Dal 1997 al 1999 Sparwasser fu presidente dell'Associazione dei calciatori professionisti (Vereinigung der Vertragsfußballspieler), in seguito divenne consulente di giocatori.
Nel 2003 un imprenditore di Krefeld si aggiudicò all'asta la maglia numero 14 che Sparwasser indossava nell'incontro del 1974 vinto sulla Germania Ovest e lo donò alla Haus der Geschichte (Casa della storia) di Bonn, dove è tuttora esposta.

## Statistiche

### Cronologia presenze e reti in nazionale
| Cronologia completa delle presenze e delle reti in nazionale ― Germania Est | Cronologia completa delle presenze e delle reti in nazionale ― Germania Est | Cronologia completa delle presenze e delle reti in nazionale ― Germania Est | Cronologia completa delle presenze e delle reti in nazionale ― Germania Est | Cronologia completa delle presenze e delle reti in nazionale ― Germania Est | Cronologia completa delle presenze e delle reti in nazionale ― Germania Est | Cronologia completa delle presenze e delle reti in nazionale ― Germania Est | Cronologia completa delle presenze e delle reti in nazionale ― Germania Est |
| Data                                                                        | Città                                                                       | In casa                                                                     | Risultato                                                                   | Ospiti                                                                      | Competizione                                                                | Reti                                                                        | Note                                                                        |
| --------------------------------------------------------------------------- | --------------------------------------------------------------------------- | --------------------------------------------------------------------------- | --------------------------------------------------------------------------- | --------------------------------------------------------------------------- | --------------------------------------------------------------------------- | --------------------------------------------------------------------------- | --------------------------------------------------------------------------- |
| 22-6-1969                                                                   | Magdeburgo                                                                  | Germania Est                                                                | 0 – 1                                                                       | Cile                                                                        | Amichevole                                                                  | -                                                                           |                                                                             |
| 9-7-1969                                                                    | Rostock                                                                     | Germania Est                                                                | 7 – 0                                                                       | Rep. Araba Unita                                                            | Amichevole                                                                  | 2                                                                           |                                                                             |
| 25-7-1969                                                                   | Lipsia                                                                      | Germania Est                                                                | 2 – 2                                                                       | Unione Sovietica                                                            | Amichevole                                                                  | -                                                                           |                                                                             |
| 8-12-1969                                                                   | Baghdad                                                                     | Iraq                                                                        | 1 – 1                                                                       | Germania Est                                                                | Amichevole                                                                  | -                                                                           |                                                                             |
| 19-12-1969                                                                  | Il Cairo                                                                    | Rep. Araba Unita                                                            | 1 – 3                                                                       | Germania Est                                                                | Amichevole                                                                  | 1                                                                           |                                                                             |
| 26-7-1970                                                                   | Jena                                                                        | Germania Est                                                                | 5 – 0                                                                       | Iraq                                                                        | Amichevole                                                                  | -                                                                           |                                                                             |
| 6-9-1970                                                                    | Rostock                                                                     | Germania Est                                                                | 5 – 0                                                                       | Polonia                                                                     | Amichevole                                                                  | -                                                                           |                                                                             |
| 15-11-1970                                                                  | Lussemburgo                                                                 | Lussemburgo                                                                 | 0 – 5                                                                       | Germania Est                                                                | Qual. Euro 1972                                                             | -                                                                           |                                                                             |
| 24-4-1971                                                                   | Gera                                                                        | Germania Est                                                                | 2 – 1                                                                       | Lussemburgo                                                                 | Qual. Euro 1972                                                             | -                                                                           |                                                                             |
| 16-8-1971                                                                   | Guadalajara                                                                 | Messico                                                                     | 0 – 1                                                                       | Germania Est                                                                | Amichevole                                                                  | 1                                                                           |                                                                             |
| 10-10-1971                                                                  | Rotterdam                                                                   | Paesi Bassi                                                                 | 3 – 2                                                                       | Germania Est                                                                | Qual. Euro 1972                                                             | -                                                                           |                                                                             |
| 27-5-1972                                                                   | Lipsia                                                                      | Germania Est                                                                | 1 – 0                                                                       | Uruguay                                                                     | Amichevole                                                                  | -                                                                           |                                                                             |
| 7-10-1972                                                                   | Dresda                                                                      | Germania Est                                                                | 5 – 0                                                                       | Finlandia                                                                   | Qual. Mondiali 1974                                                         | 2                                                                           |                                                                             |
| 1-11-1972                                                                   | Bratislava                                                                  | Cecoslovacchia                                                              | 1 – 3                                                                       | Germania Est                                                                | Amichevole                                                                  | -                                                                           |                                                                             |
| 15-2-1973                                                                   | Bogotà                                                                      | Colombia                                                                    | 0 – 2                                                                       | Germania Est                                                                | Amichevole                                                                  | -                                                                           |                                                                             |
| 18-2-1973                                                                   | Quito                                                                       | Ecuador                                                                     | 1 – 1                                                                       | Germania Est                                                                | Amichevole                                                                  | -                                                                           |                                                                             |
| 7-4-1973                                                                    | Magdeburgo                                                                  | Germania Est                                                                | 2 – 0                                                                       | Albania                                                                     | Qual. Mondiali 1974                                                         | 1                                                                           |                                                                             |
| 17-7-1973                                                                   | Reykjavík                                                                   | Islanda                                                                     | 1 – 2                                                                       | Germania Est                                                                | Amichevole                                                                  | -                                                                           |                                                                             |
| 19-7-1973                                                                   | Reykjavík                                                                   | Islanda                                                                     | 0 – 2                                                                       | Germania Est                                                                | Amichevole                                                                  | -                                                                           |                                                                             |
| 26-9-1973                                                                   | Lipsia                                                                      | Germania Est                                                                | 2 – 0                                                                       | Romania                                                                     | Qual. Mondiali 1974                                                         | -                                                                           |                                                                             |
| 17-10-1973                                                                  | Lipsia                                                                      | Germania Est                                                                | 1 – 0                                                                       | Unione Sovietica                                                            | Amichevole                                                                  | -                                                                           |                                                                             |
| 3-11-1973                                                                   | Tirana                                                                      | Albania                                                                     | 1 – 4                                                                       | Germania Est                                                                | Qual. Mondiali 1974                                                         | 1                                                                           |                                                                             |
| 21-11-1973                                                                  | Budapest                                                                    | Ungheria                                                                    | 0 – 1                                                                       | Germania Est                                                                | Amichevole                                                                  | -                                                                           |                                                                             |
| 26-2-1974                                                                   | Tunisi                                                                      | Tunisia                                                                     | 0 – 4                                                                       | Germania Est                                                                | Amichevole                                                                  | -                                                                           |                                                                             |
| 28-2-1974                                                                   | Algeri                                                                      | Algeria                                                                     | 1 – 3                                                                       | Germania Est                                                                | Amichevole                                                                  | -                                                                           |                                                                             |
| 13-3-1974                                                                   | Berlino Est                                                                 | Germania Est                                                                | 1 – 0                                                                       | Belgio                                                                      | Amichevole                                                                  | -                                                                           |                                                                             |
| 27-3-1974                                                                   | Dresda                                                                      | Germania Est                                                                | 1 – 0                                                                       | Cecoslovacchia                                                              | Amichevole                                                                  | -                                                                           |                                                                             |
| 23-5-1974                                                                   | Rostock                                                                     | Germania Est                                                                | 1 – 0                                                                       | Norvegia                                                                    | Amichevole                                                                  | 1                                                                           |                                                                             |
| 29-5-1974                                                                   | Lipsia                                                                      | Germania Est                                                                | 1 – 1                                                                       | Inghilterra                                                                 | Amichevole                                                                  | -                                                                           |                                                                             |
| 14-6-1974                                                                   | Amburgo                                                                     | Australia                                                                   | 0 – 2                                                                       | Germania Est                                                                | Mondiali 1974 - 1º turno                                                    | -                                                                           |                                                                             |
| 18-6-1974                                                                   | Berlino Ovest                                                               | Germania Est                                                                | 1 – 1                                                                       | Cile                                                                        | Mondiali 1974 - 1º turno                                                    | -                                                                           |                                                                             |
| 22-6-1974                                                                   | Amburgo                                                                     | Germania Est                                                                | 1 – 0                                                                       | Germania Ovest                                                              | Mondiali 1974 - 1º turno                                                    | 1                                                                           |                                                                             |
| 26-6-1974                                                                   | Hannover                                                                    | Brasile                                                                     | 1 – 0                                                                       | Germania Est                                                                | Mondiali 1974 - 2º turno                                                    | -                                                                           |                                                                             |
| 30-6-1974                                                                   | Gelsenkirchen                                                               | Germania Est                                                                | 0 – 2                                                                       | Paesi Bassi                                                                 | Mondiali 1974 - 2º turno                                                    | -                                                                           |                                                                             |
| 3-7-1974                                                                    | Gelsenkirchen                                                               | Argentina                                                                   | 1 – 1                                                                       | Germania Est                                                                | Mondiali 1974 - 2º turno                                                    | -                                                                           |                                                                             |
| 25-9-1974                                                                   | Praga                                                                       | Cecoslovacchia                                                              | 3 – 1                                                                       | Germania Est                                                                | Amichevole                                                                  | -                                                                           |                                                                             |
| 30-10-1974                                                                  | Glasgow                                                                     | Scozia                                                                      | 3 – 0                                                                       | Germania Est                                                                | Amichevole                                                                  | -                                                                           |                                                                             |
| 16-11-1974                                                                  | Parigi                                                                      | Francia                                                                     | 2 – 2                                                                       | Germania Est                                                                | Qual. Euro 1976                                                             | 1                                                                           |                                                                             |
| 29-7-1975                                                                   | Toronto                                                                     | Canada                                                                      | 0 – 3                                                                       | Germania Est                                                                | Amichevole                                                                  | 1                                                                           |                                                                             |
| 3-9-1975                                                                    | Mosca                                                                       | Unione Sovietica                                                            | 0 – 0                                                                       | Germania Est                                                                | Amichevole                                                                  | -                                                                           |                                                                             |
| 12-7-1977                                                                   | Buenos Aires                                                                | Argentina                                                                   | 2 – 0                                                                       | Germania Est                                                                | Amichevole                                                                  | -                                                                           |                                                                             |
| 28-7-1977                                                                   | Lipsia                                                                      | Germania Est                                                                | 2 – 1                                                                       | Unione Sovietica                                                            | Amichevole                                                                  | 1                                                                           |                                                                             |
| 17-8-1977                                                                   | Stoccolma                                                                   | Svezia                                                                      | 1 – 0                                                                       | Germania Est                                                                | Amichevole                                                                  | -                                                                           |                                                                             |
| 7-9-1977                                                                    | Berlino Est                                                                 | Germania Est                                                                | 2 – 1                                                                       | Scozia                                                                      | Amichevole                                                                  | -                                                                           |                                                                             |
| 24-9-1977                                                                   | Vienna                                                                      | Austria                                                                     | 1 – 1                                                                       | Germania Est                                                                | Qual. Mondiali 1978                                                         | -                                                                           |                                                                             |
| 12-10-1977                                                                  | Lipsia                                                                      | Germania Est                                                                | 1 – 1                                                                       | Austria                                                                     | Qual. Mondiali 1978                                                         | -                                                                           |                                                                             |
| 29-10-1977                                                                  | Potsdam                                                                     | Germania Est                                                                | 9 – 0                                                                       | Malta                                                                       | Qual. Mondiali 1978                                                         | 1                                                                           |                                                                             |
| 16-11-1977                                                                  | Smirne                                                                      | Turchia                                                                     | 1 – 2                                                                       | Germania Est                                                                | Qual. Mondiali 1978                                                         | -                                                                           |                                                                             |
| Totale                                                                      |                                                                             | Presenze                                                                    | 48                                                                          |                                                                             | Reti                                                                        | 14                                                                          |                                                                             |

| Cronologia completa delle presenze e delle reti in nazionale ― Germania Est olimpica | Cronologia completa delle presenze e delle reti in nazionale ― Germania Est olimpica | Cronologia completa delle presenze e delle reti in nazionale ― Germania Est olimpica | Cronologia completa delle presenze e delle reti in nazionale ― Germania Est olimpica | Cronologia completa delle presenze e delle reti in nazionale ― Germania Est olimpica | Cronologia completa delle presenze e delle reti in nazionale ― Germania Est olimpica | Cronologia completa delle presenze e delle reti in nazionale ― Germania Est olimpica | Cronologia completa delle presenze e delle reti in nazionale ― Germania Est olimpica |
| Data                                                                                 | Città                                                                                | In casa                                                                              | Risultato                                                                            | Ospiti                                                                               | Competizione                                                                         | Reti                                                                                 | Note                                                                                 |
| ------------------------------------------------------------------------------------ | ------------------------------------------------------------------------------------ | ------------------------------------------------------------------------------------ | ------------------------------------------------------------------------------------ | ------------------------------------------------------------------------------------ | ------------------------------------------------------------------------------------ | ------------------------------------------------------------------------------------ | ------------------------------------------------------------------------------------ |
| 28-8-1972                                                                            | Monaco di Baviera                                                                    | Germania Est olimpica                                                                | 4 – 0                                                                                | Ghana olimpica                                                                       | Olimpiadi 1972 - 1º turno                                                            | 1                                                                                    |                                                                                      |
| 30-8-1972                                                                            | Passavia                                                                             | Germania Est olimpica                                                                | 6 – 1                                                                                | Colombia olimpica                                                                    | Olimpiadi 1972 - 1º turno                                                            | 1                                                                                    |                                                                                      |
| 1-9-1972                                                                             | Norimberga                                                                           | Polonia olimpica                                                                     | 2 – 1                                                                                | Germania Est olimpica                                                                | Olimpiadi 1972 - 1º turno                                                            | -                                                                                    |                                                                                      |
| 3-9-1972                                                                             | Passavia                                                                             | Ungheria olimpica                                                                    | 2 – 0                                                                                | Germania Est olimpica                                                                | Olimpiadi 1972 - 2º turno                                                            | -                                                                                    |                                                                                      |
| 5-9-1972                                                                             | Ingolstadt                                                                           | Germania Est olimpica                                                                | 7 – 0                                                                                | Messico olimpica                                                                     | Olimpiadi 1972 - 2º turno                                                            | 3                                                                                    |                                                                                      |
| 8-9-1972                                                                             | Monaco di Baviera                                                                    | Germania Est olimpica                                                                | 3 – 2                                                                                | Germania Ovest olimpica                                                              | Olimpiadi 1972 - 2º turno                                                            | -                                                                                    |                                                                                      |
| 10-9-1972                                                                            | Monaco di Baviera                                                                    | Unione Sovietica olimpica                                                            | 2 – 2 dts                                                                            | Germania Est olimpica                                                                | Olimpiadi 1972 - Finale 3º posto                                                     | -                                                                                    | Bronzo                                                                               |
| Totale                                                                               |                                                                                      | Presenze                                                                             | 7                                                                                    |                                                                                      | Reti                                                                                 | 5                                                                                    |                                                                                      |

## Palmarès

### Giocatore

#### Club

##### Competizioni nazionali
- FDGB Pokal: 4

Magdeburgo: 1969, 1973, 1978, 1979
- DDR-Oberliga: 3

Magdeburgo: 1971-1972, 1973-1974, 1974-1975

##### Competizioni internazionali
- Coppa delle Coppe: 1

Magdeburgo: 1973-1974

#### Nazionale
- Campionato europeo di calcio Under-19: 1

1965
- Bronzo olimpico: 1

Monaco di Baviera 1972

## Nella cultura di massa
- Sparwasser viene menzionato diverse volte nella prima parte del libro Il desiderio di essere come tutti di Francesco Piccolo[7] edito da Einaudi, vincitore del Premio Strega nel 2014.
- In Italia, a Roma nel quartiere del Pigneto, nel novembre 2015 è stato aperto un circolo ARCI denominato "Sparwasser" ed avente nel logo proprio la silhouette del calciatore[8].
- Nel 2007 la regista tedesca Franziska Meyer Price realizzò un film per la televisione, Küss mich, Genosse! (1974 – Vorwärts in die Vergangenheit) in cui si racconta di un viaggio a ritroso nel tempo al momento in cui Sparwasser realizzò il gol contro la Germania Ovest.
- Nel 2024 è uscita la prima biografia in lingua italiana dedicata al calciatore: Sparwasser. L'eroe che tradì di Giovanni Tosco, edito da Minerva edizioni[9].

### Videografia
- Federico Ferri, Federico Buffa, Storie Mondiali: Arancia Meccanica (1974), Sky Sport, 2014.